# زلباخ (بادن-وورتمبرگ)
زلباخ (به آلمانی: Seelbach) یک شهر در آلمان است که در ارتناوکرایس واقع شده‌است.